# Мала Перешчепина
Мала Перешчепина (на украински: Мала Перещепина) е село в Централна Украйна, Новосанжарски район на Полтавска област с население 2025 души (2004). Разположено е на 30 km южно от гр. Полтава и на 70 km североизточно от река Днепър. Става известно с откритото тук на 29 май 1912 г. съкровище от Мала Перешчепина.

## Съкровище от Мала Перешчепина
През 1912 г. край селото случайно е открито голямо съкровище, съдържащо около 800 предмета, много от тях златни (общо около 25 kg) и сребърни (общо около 50 kg). Те са открити на дълбочина от 20 до 100 cm в естествена пясъчна дюна на левия бряг на река Ворскла, ляв приток на Днепър. Перешчепинското съкровище е пренесено в Ермитажа в Санкт Петербург, където се съхранява и днес. Съвременните археолози го обединяват с още няколко подобни находки в т.нар. Перешчепинска група паметници.
Описание на част от предметите от съкровището е публикувано от руски учени непосредствено след неговото откриване. Изследването на съкровището се активизира отново след 1984 г., когато Йоахим Вернер разчита между знаците върху два златни пръстена името на Кубрат, като по този начин свързва цялата находка с владетеля на Велика България.
Според хрониките на Теофан Изповедник и Никифор Константинополски Кубрат умира „през годините на Константин, който управлявал на Запад“. Предполага се, че става дума за император Констанс II, който прекарва последните години от управлението си в Италия. Някои изследователи приемат, че Кубрат е умрял именно по това време (664 – 668), но според Вернер сведението се отнася за целия период на управление на Констанс. Той свързва Перешчепинското съкровище със смъртта на владетеля, която датира около 650 г. на базата на откритите в съкровището монети. Други изследователи, като О.В. Комар, отчитат известно закъснение в разпространението на монетите и отнасят находката към по-късен период, като я свързват с хазарите.
Предназначението на паметника не е изяснено и хипотезата, че това е гробът на Кубрат е спорна. По първоначални данни при съкровището не са открити човешки или животински кости, едва през 1963 година единият от хората, открили находката, заявява, че там е имало такива.
Сред предметите от съкровището са:
- Остатъци от жезъл, представлявал дървена пръчка, обвита със златно фолио
- Златна фигура на лъв, разглеждана в миналото като украса за седло, а в по-нови изследвания – като остатъци от връх на дървен скиптър
- Три златни пръстена с гръцки монограми – символите на два от тях са разчетени от Вернер като „на Кубрат“ и „на патриция Кубрат“; по-спорно е разчитането на третия монограм, като се предполага, че текстът на него е или „на патриция бат Органа“, или отново „на патриция Кубрат“
- Златен рог за пиене
- Златна торква
- Две гривни с винтови закопчалки
- Наниз от 69 византийски солида (най-късните са 20-каратови, сечени през 642 – 647 г.)
- Две груби златни гривни с изумруди, два златни пръстена и златна двусъставна гривна
- Златна тока с тегло 454 g, предполагаема част от параден колан, отличителен белег за патрицианска титла
- Два меча, единият от които с особено богато украсена дръжка и ножница
- Златни и сребърни чаши и съдове за хранене

## Документалният филми
- „Заповіт Кубрата“ „Завет Кубрата“, документалният филм, Украйна.